# Toyota Yaris Verso
Toyota Yaris Verso — хэтчбек, выпускавшийся японской компанией Toyota с августа 1999 по октябрь 2005 года. В Японии автомобиль также был известен как Toyota FunCargo (яп. トヨタ・ファンカーゴ, хепбёрн Toyota Fankāgo). Он базировался на платформе NBC, на которой также базировался Toyota Yaris/Vitz/Echo (XP10). В Японии и Европе на смену FunCargo/Yaris Verso пришёл Ractis/Verso-S.

## Описание
Впервые Toyota Yaris Verso был представлен в 1997 году на 32-м Токийском автосалоне. В отличие от bB, который также выпускался на базе Yaris, дизайн имеет сильную интонацию, соответствующую европейским стандартам того времени. Колёсная база удлинена на 130 мм.
Изначально Toyota Yaris Verso оснащался бензиновыми двигателями 2NZ-FE объёмом 1,3 литра (NCP20/22) и 1NZ-FE объёмом 1,5 литра (NCP21/25), а в 2001 году в моторную гамму был добавлен турбодизельный двигатель 1ND-TV объёмом 1,4 литра (NLP20/22). В Японии также выпускался полноприводный NCP25 с 1,5-литровым двигателем 1NZ-FE и четырёхступенчатой автоматической трансмиссией. В 1999 году Toyota Yaris Verso получил премию «Автомобиль года в Японии» наряду с Vitz и Platz.
К 2003 году Toyota Yaris Verso прошёл рестайлинг.

## Галерея

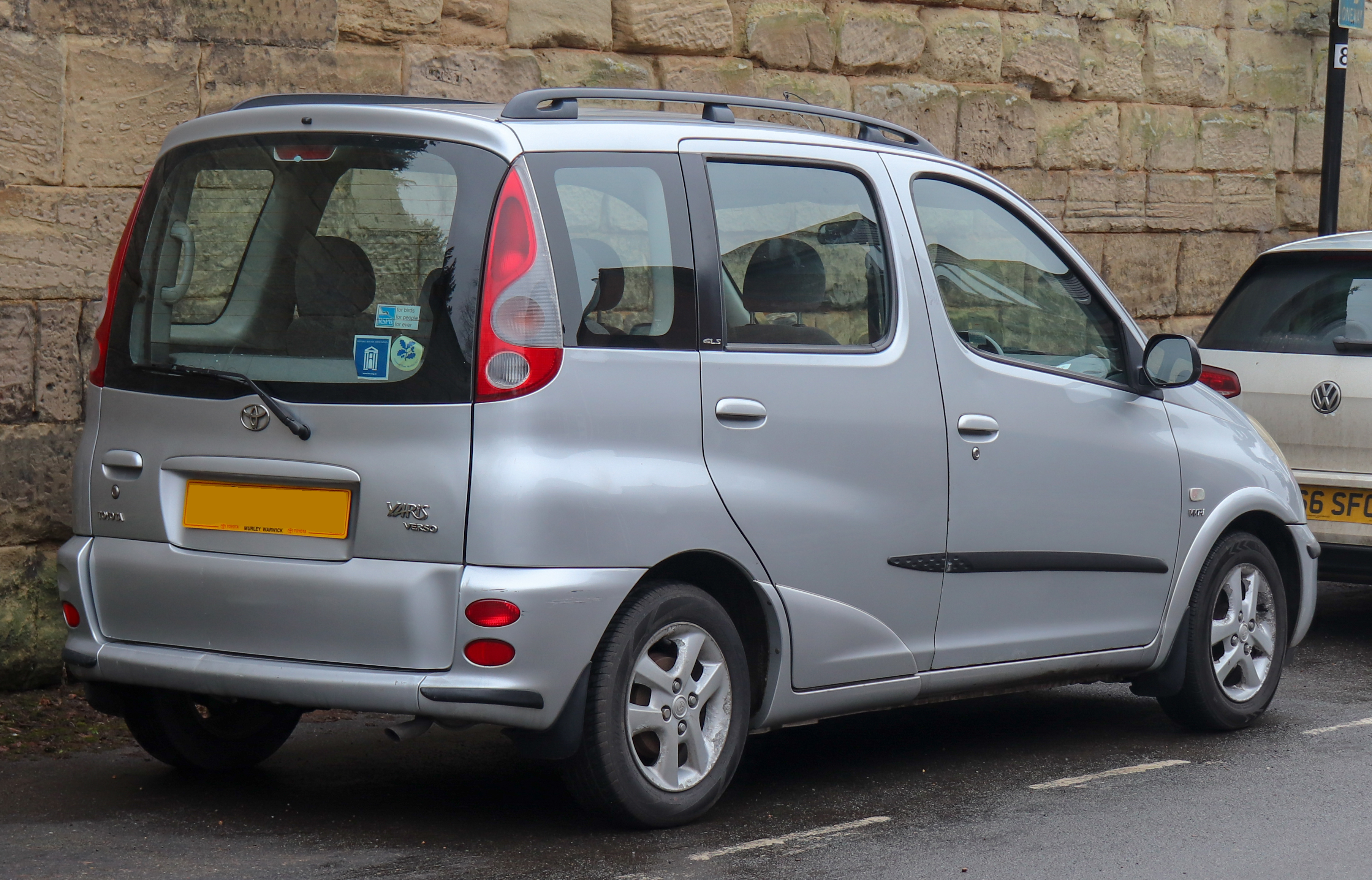
2001 Yaris Verso GLS (NCP20; Великобритания)
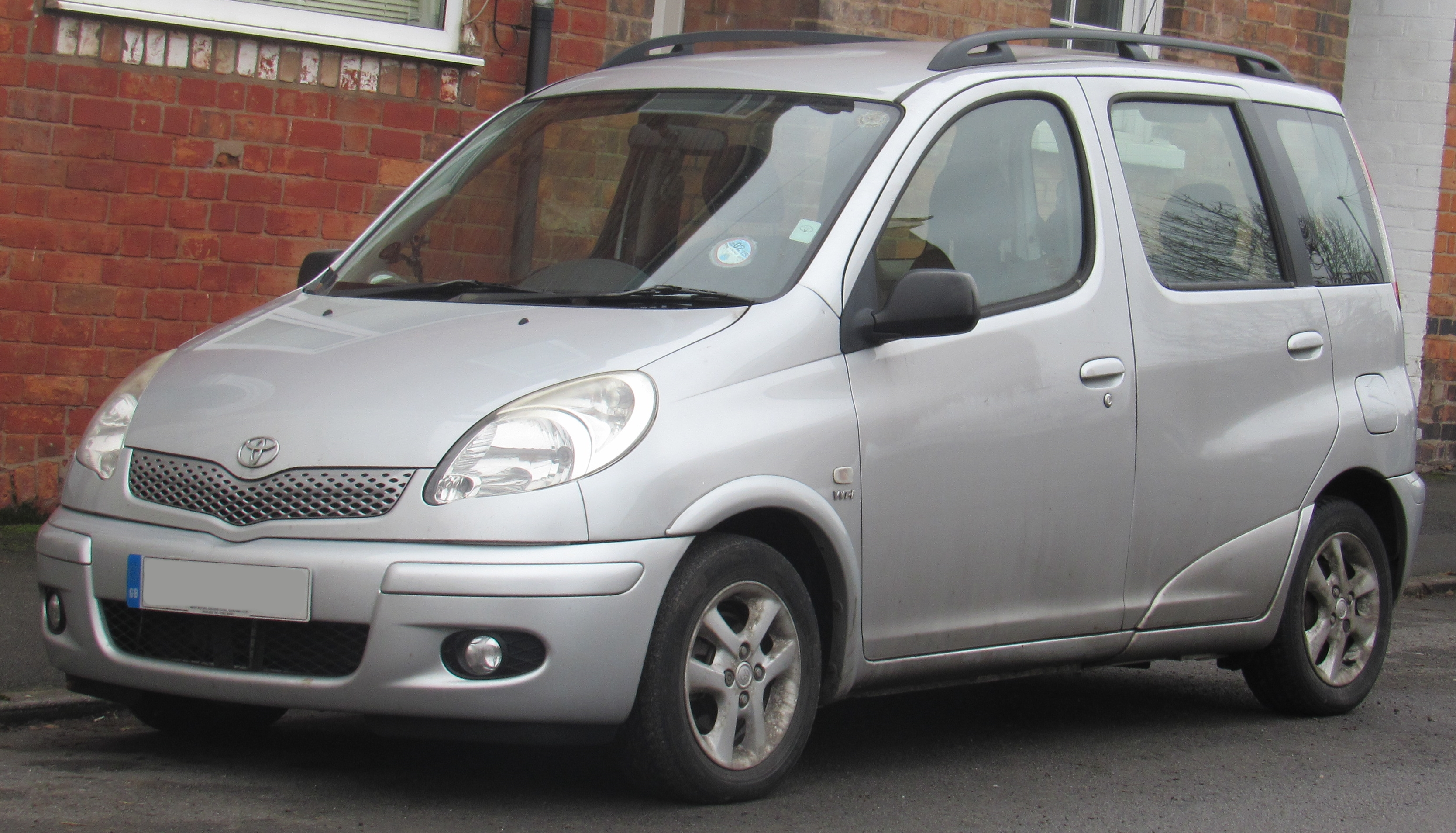
2005 Yaris Verso T Spirit (NCP20; Великобритания)
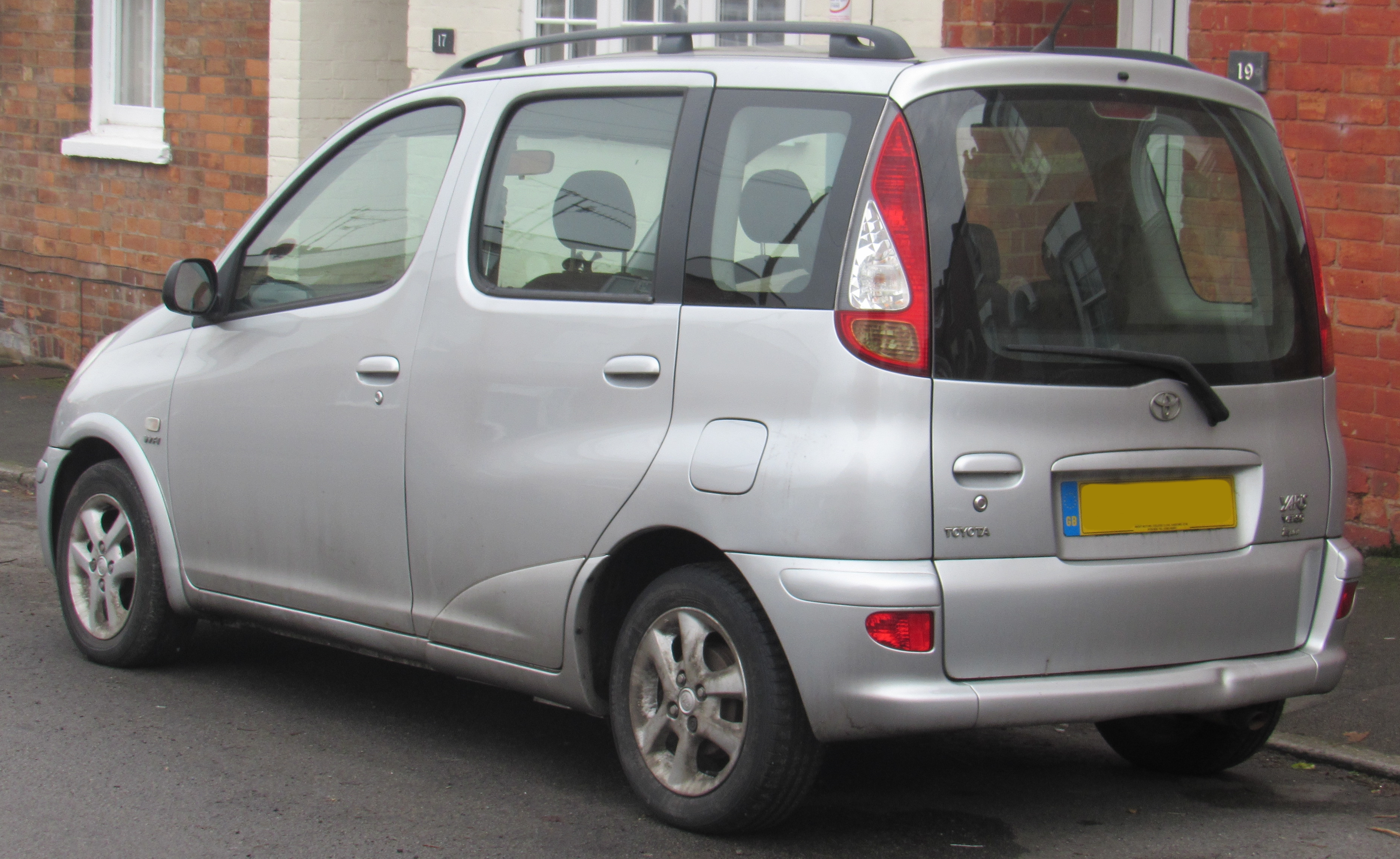
2005 Yaris Verso T Spirit (NCP20; Великобритания)
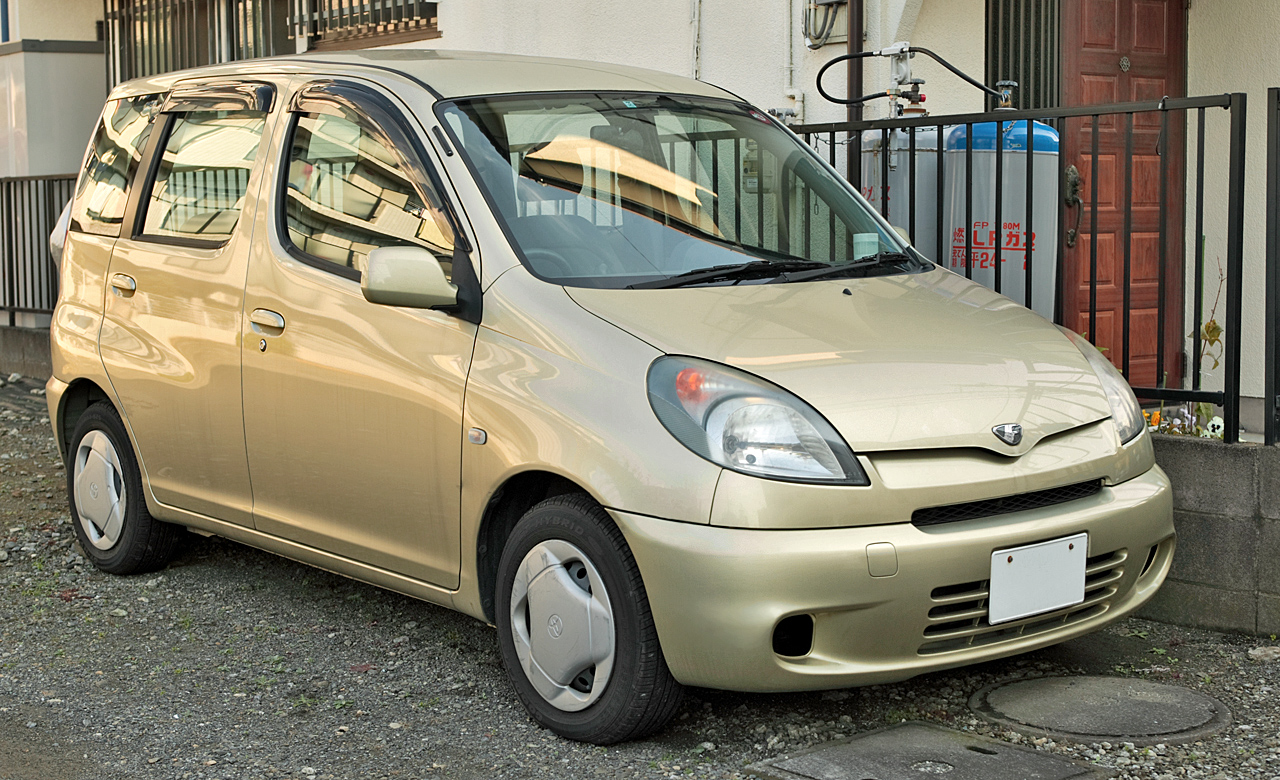
Toyota FunCargo (Япония)
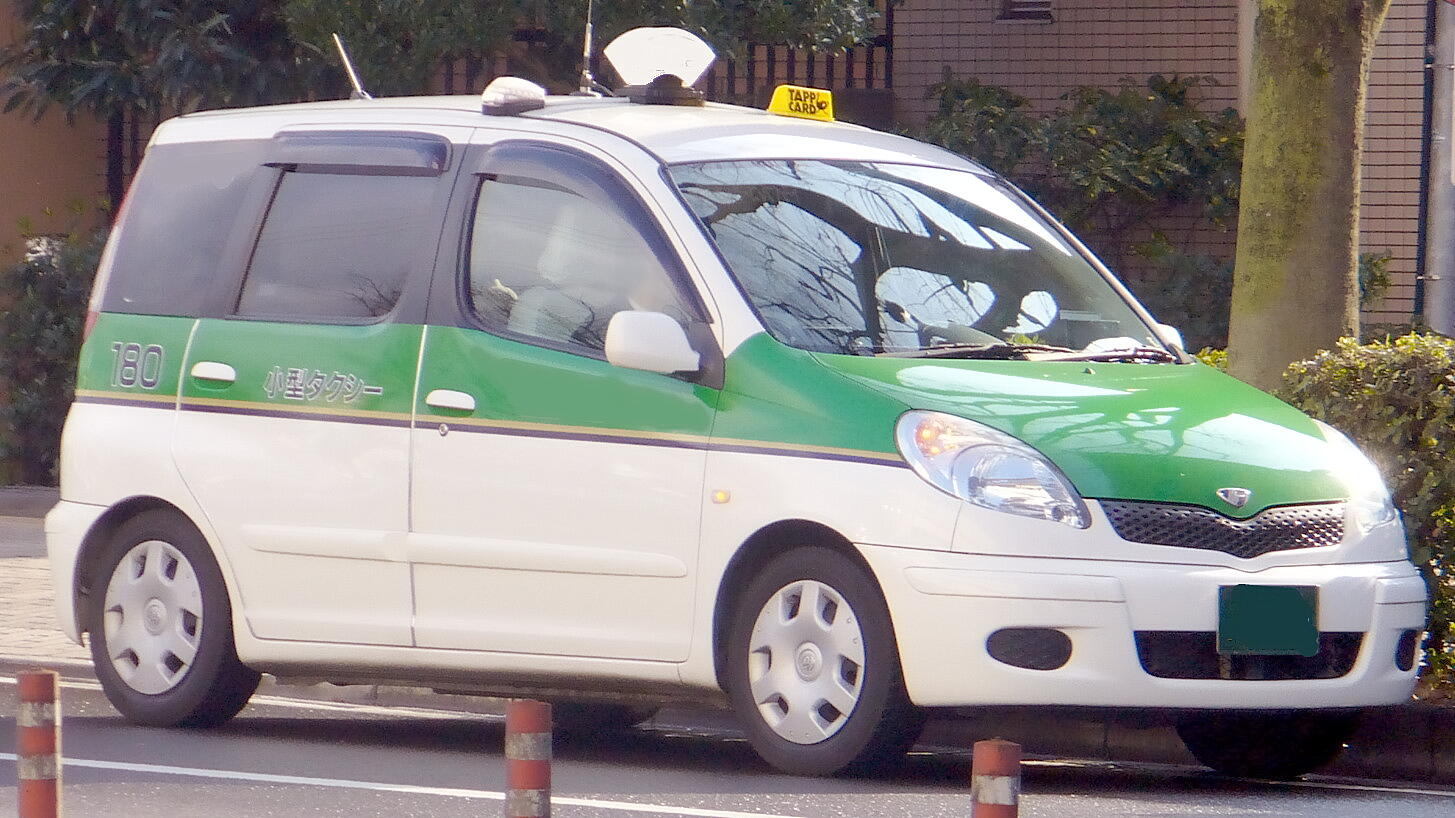
Такси в Японии